# Jenissei

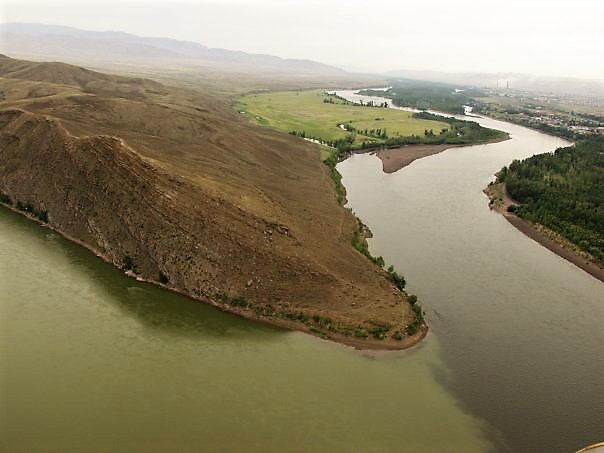
Vereinigung von Großem (links) und Kleinem Jenissei zum Jenissei

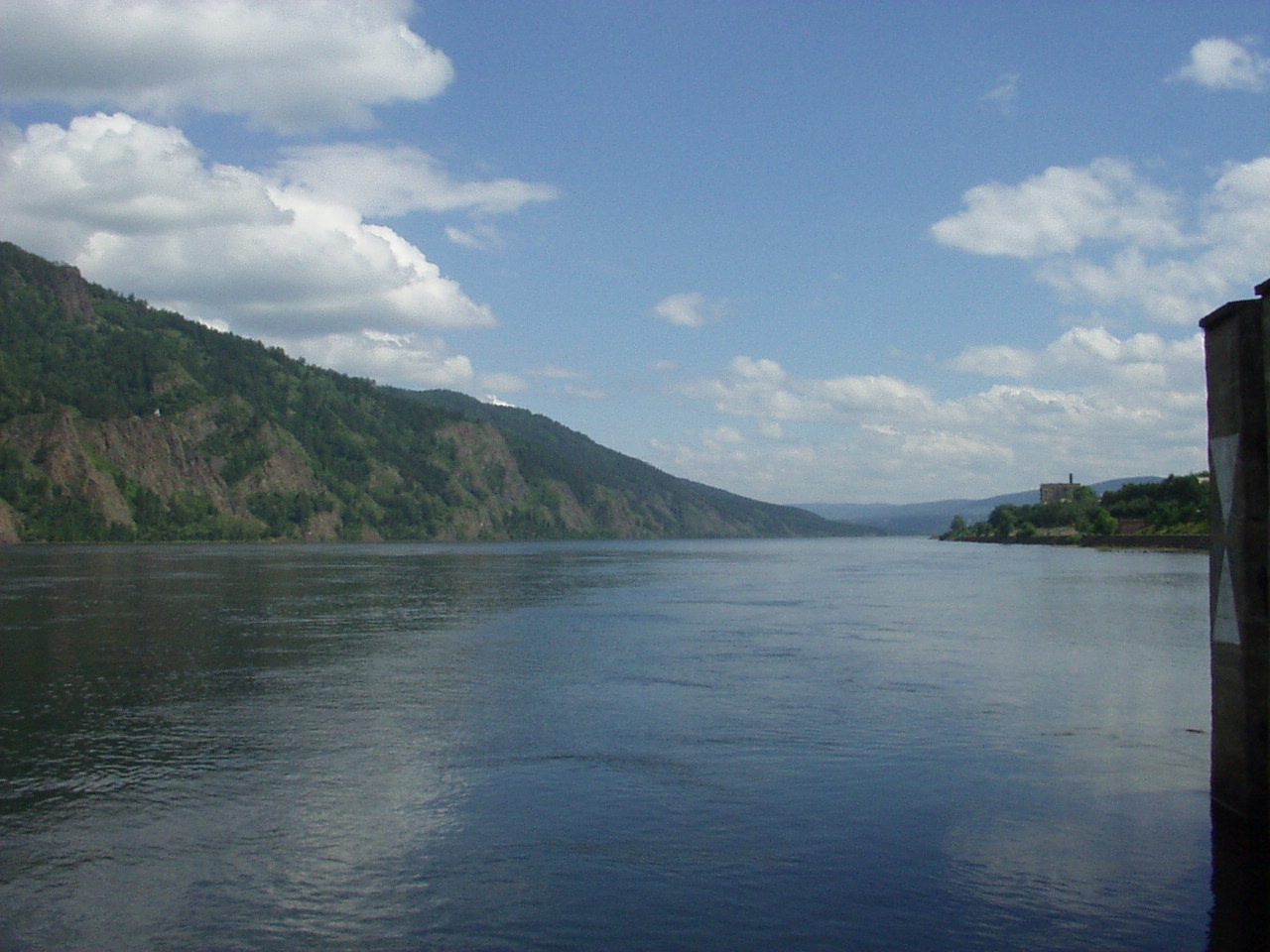
Jenissei am Pier von Diwnogorsk

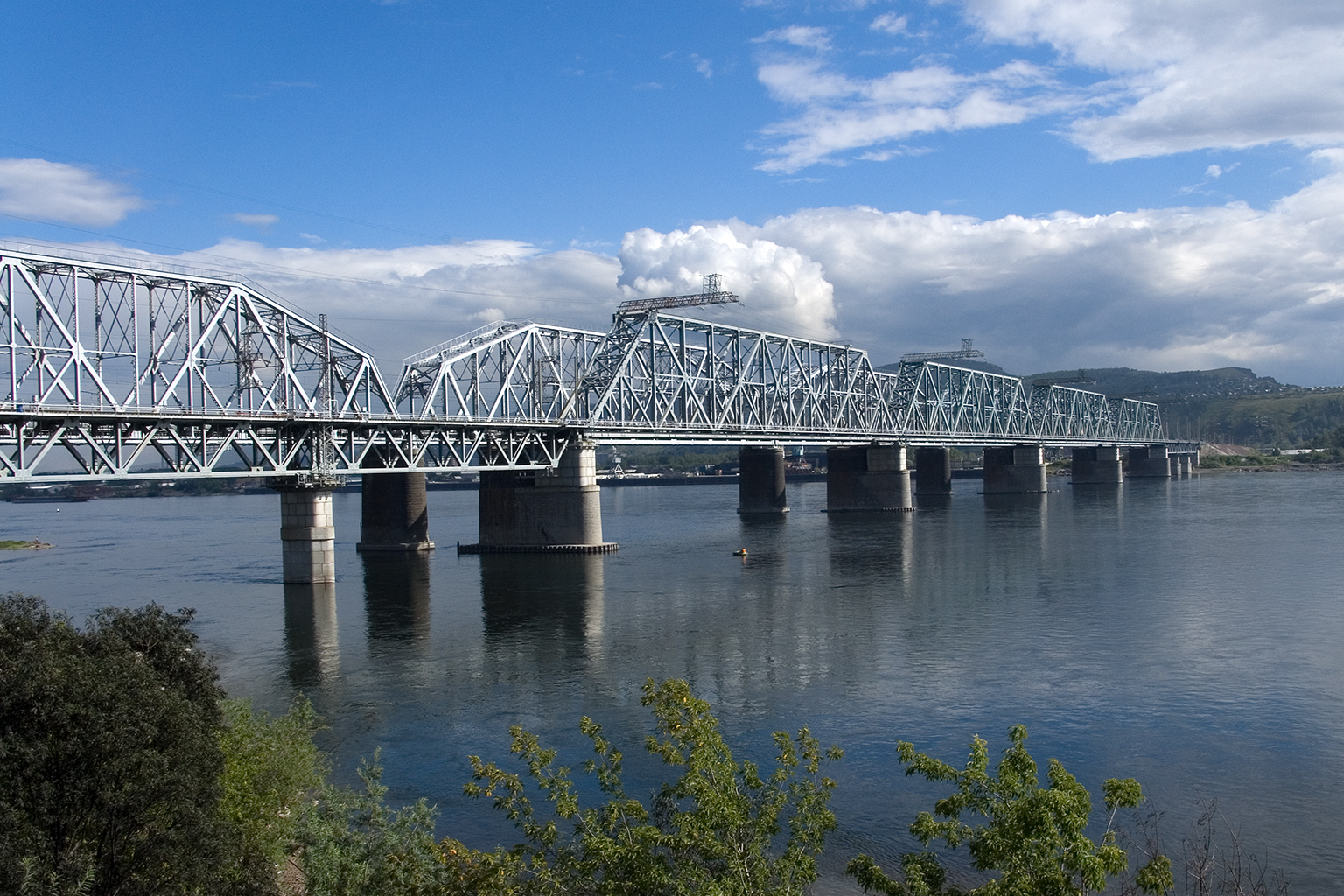
Brücke der Transsibirischen Eisenbahn in Krasnojarsk

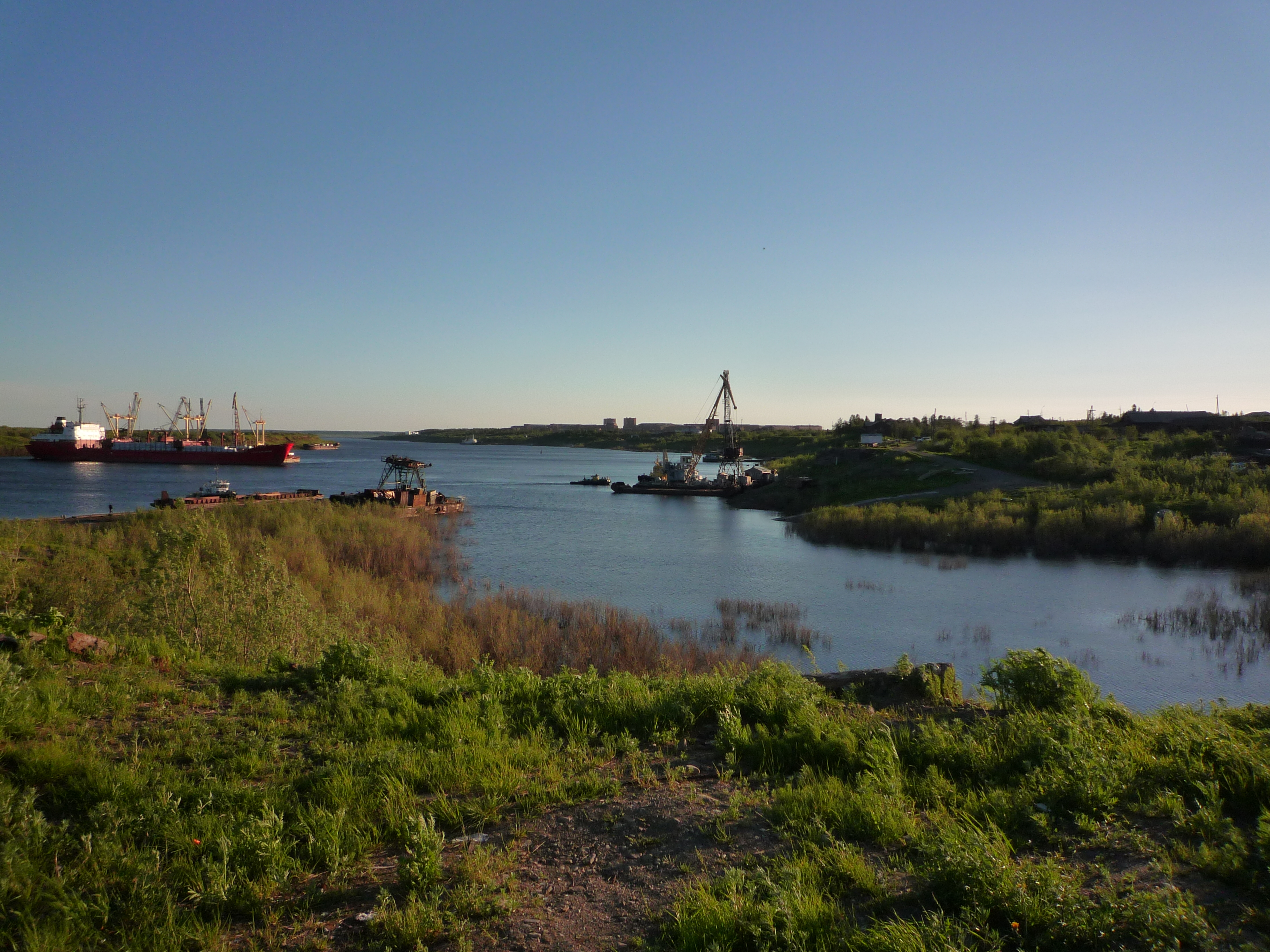
Für Hochseeschiffe schiffbarer Seitenarm des Jenissei bei Igarka

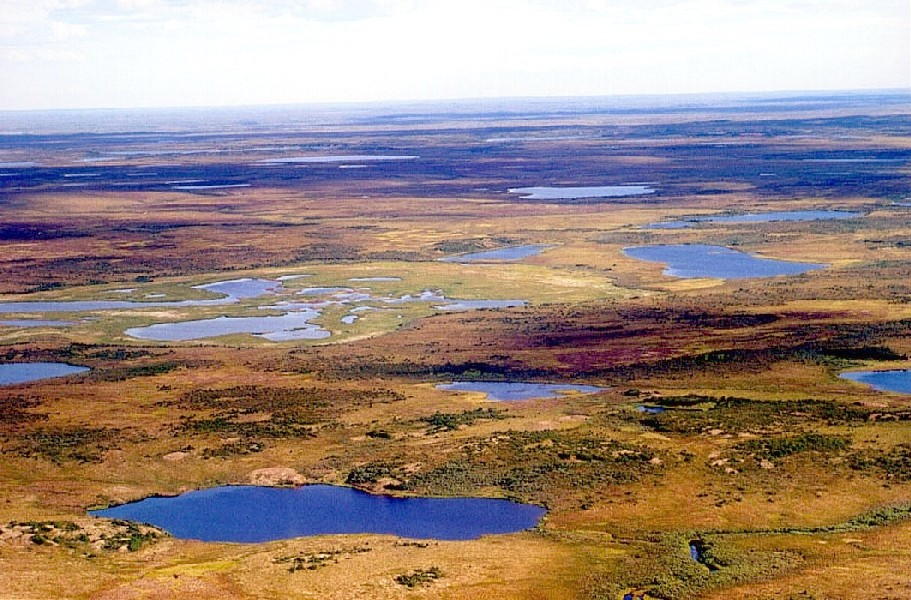
Tundra bei Dudinka am Jenissei

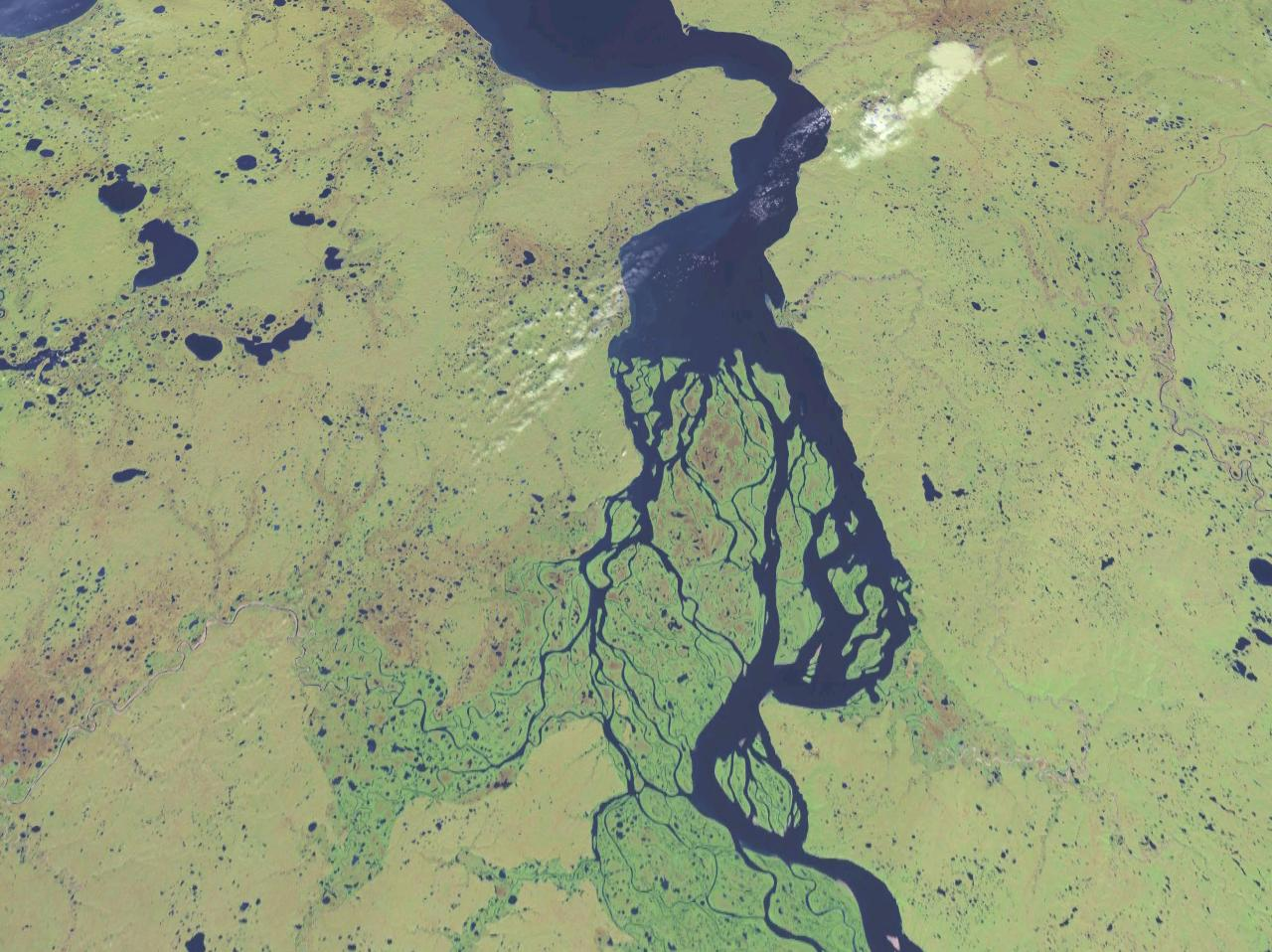
Teil des sich nördlich der Brechowski-Inseln (Bildmitte) seeartig aufweitenden Jenissei-Unterlaufs mit am oberen Bildrand gelegenen Südostteil des Jenisseigolfs

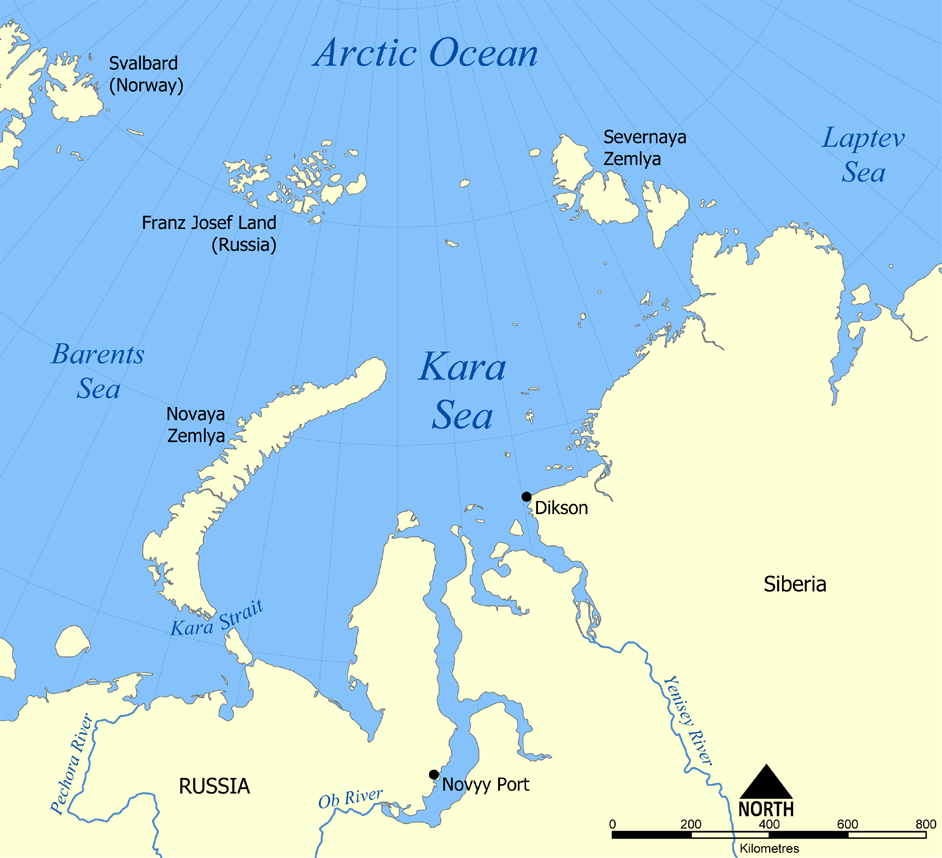
Sibirien u. a. mit von rechts unten heran fließendem Jenissei und Mündung in den Jenisseigolf der Karasee (Nordpolarmeer)

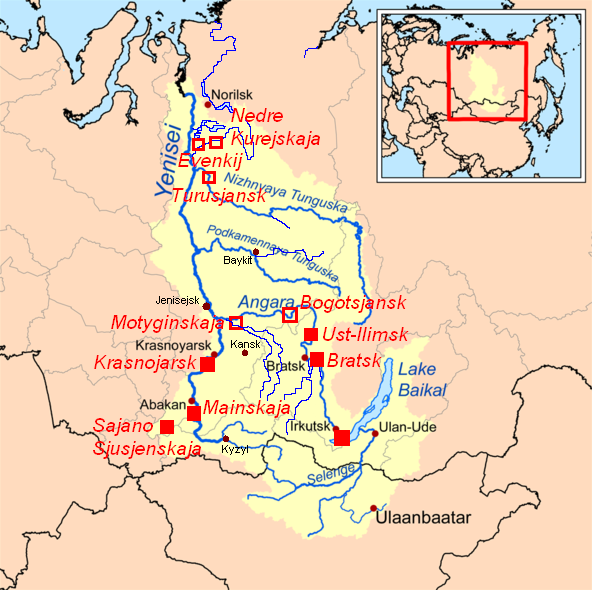
Jenissei-Einzugsgebiet mit einigen Nebenflüssen und Wasserkraftwerken: Bestehende Anlagen sind durch gefüllte Quadrate markiert, geplante durch ungefüllte

Der Jenissei (auch Jenissej, russisch Енисей) ist ein 3487 km langer Strom in Sibirien, dem asiatischen Teil Russlands, der zusammen mit seinem rechten Quellfluss Großer Jenissei  4092 km lang ist.
Der Fluss ist der fünftlängste der Erde und hinter dem Jangtsekiang der zweitlängste Asiens. Er bildet eine wichtige Schifffahrtsstraße, die Sibirien von der mongolischen Grenze im Süden bis zur Karasee des Polarmeers im Norden durchquert. Weil er das Land ungefähr in der Mitte entlang des 90. Längengrads durchfließt, wird er auch als „sibirischer Meridian“ bezeichnet.

## Geographie

### Verlauf

#### Ursprung
Der Jenissei entsteht etwa im Zentrum der russischen Republik Tuwa, im, zwischen den Südsibirischen Gebirgen Westsajan (bis 3121 m) im Nordwesten und Norden, Ostsajan (bis 3492 m) im Nordosten und Tannu-ola (bis 2895 m) im Süden und Südwesten gelegenen, Tuwinischen Becken durch den am Nordrand der Stadt Kysyl gelegenen Zusammenfluss von Großem Jenissei (s. n.) und Kleinem Jenissei (s. n.), auf etwa 619 m Höhe. In Kysyl befindet sich am südlichen Flussufer ein Obelisk, der laut Inschrift das „Centre of Asia“ markiert. Von der Stadt ist die Nordgrenze der Mongolei in Richtung Süden minimal rund 135 km entfernt.

#### Übersicht: Quellflüsse
Der rechtsseitige Quellfluss Großer Jenissei (russ. Большо́й Енисе́й, Bolschoi Jenissei; 605 km lang), der in der russischen Republik Tuwa nahe der östlich befindlichen Nordgrenze zur Mongolei rund 600 km westlich vom Südende des Baikalsees im Ostsajan dem Kara-Balyk-See (1591 m) entfließt, verläuft hauptsächlich westwärts und letztlich südwärts nach Kysyl.
Der linksseitige Quellfluss Kleiner Jenissei (russ. Ма́лый Енисе́й, Maly Jenissei; tuwinisch Bii- (Бии-Хем) und Kao-Chem (Каа-Хем); 563 km lang), der sich in den dem Dood-See (1538 m) in der Nordmongolei entfließenden Hauptquellarm Kysyl-Chem (Кызыл-Хем), im mongolischen Oberlauf unter anderem Schischchid gol (mong. Шишхид гол) genannt, und den kürzeren, in der russischen Republik Tuwa nahe der mongolischen Grenze im Tannu-ola-Gebirge auf rund 2500 m Höhe entspringenden Balyktyg-Chem (Балыктыг-Хем) aufspaltet, fließt nach der Vereinigung beider Quellarme westnordwestwärts nach Kysyl.

#### Oberlauf
Von der bei Kysyl gelegenen Vereinigung seiner Quellflüsse – Großer und Kleiner Jenissei – heißt der Fluss Oberer Jenissei (russ. Верхний Енисей, tuwinisch Ulug-Chem). Etwas unterhalb davon fließt er – das Tuwinische Becken westwärts verlassend – bei Schagonar in den Südteil des im Westsajan gelegenen, etwa 320 km langen und 621 km² großen Sajano-Schuschensker Stausees (540 m) ein, um – ab der Mündung des in den Stausee fließenden Chemtschik nur noch Jenissei genannt – im Stausee die Grenze von Tuwa zur Region Krasnojarsk zu kreuzen. Weiter nördlich, kurz vor der 242 m hohen Staumauer, die bei Tscherjomuschki steht, fließt der Jenissei im Rahmen des in einem engen Durchbruchstal liegenden Stausees entlang der Grenze der Region Krasnojarsk zu Chakassien. Unmittelbar westlich vom Südteil des Stausees liegt das Sajano-Schuschensker Naturreservat (1976 gegründet; 3903,68 km²). Unterhalb des Sajano-Schuschensker Stausees verläuft der Jenissei durch den 11,5 km² großen Maina-Stausee (324 m), dessen Staumauer südlich von Maina steht. Direkt östlich beider Stauseen liegt der bis zum weiter flussabwärts gelegenen Schuschenskoje reichende Nationalpark Schuschenski bor (1995 gegründet; 391,7 km²).
Unterhalb der Ortschaft Maina fließt der Jenissei durch das östlich des Kusnezker Alataus (max. 2211 m) gelegene und landwirtschaftlich genutzte Minussinsker Becken, in dem am Fluss unter anderem Sajanogorsk und, etwas weiter nördlich, Minussinsk, Abakan und Tschernogorsk liegen. Bei der Stadt Abakan münden der Jenissei und parallel dazu der Abakan in den Südteil des rund 388 km langen und 2130 km² großen Krasnojarsker Stausees (243 m) ein, dessen Südteil entlang des Flusslaufs auch auf der Grenze von Chakassien zur Region Krasnojarsk liegt und dessen 124 m hohe Staumauer bei Diwnogorsk steht. Vom Minussinsker Becken an ist der Strom schiffbar; möglich wird dies durch ein großes Schiffshebewerk, durch das Binnenschiffe den Höhenunterschied an der Staumauer des Krasnojarsker Stausees überwinden können. In einem Durchbruchstal fließt der Jenissei im Rahmen dieses Stausees, in den unter anderem auch die Tuba mündet, etwa in nördlicher Richtung durch den Nordwestteil des Ostsajangebirges. Im Mittelteil des Stausees erreicht der Fluss endgültig die Region Krasnojarsk. Unterhalb von Staumauer und Diwnogorsk mündet bei Ust-Mana die Mana (142 m) ein. Einiges weiter östlich liegt als größte Ortschaft am Fluss die Großstadt Krasnojarsk (138 m). Dort kreuzt eine Brücke der Transsibirischen Eisenbahn.

#### Mittellauf
Ab Krasnojarsk, wo sich das Flusstal zu einer landwirtschaftlich genutzten Niederung aufweitet, ändert sich das Landschaftsbild: Während der Jenissei dort den Ostsajan verlässt, befindet sich fortan östlich das Mittelsibirische Bergland und westlich das große Westsibirische Tiefland, das zwischen zuletzt erwähntem Bergland und dem weit westlich gelegenen Ural liegt und neben dem Jenissei insbesondere vom viel weiter westlich befindlichem Ob durchflossen wird. Fortan verläuft der Fluss im äußersten Osten des Westsibirischen Tieflands in ausgedehnten Nadelwäldern nordwärts.
Nordöstlich von Krasnojarsk mündet beim Dorf Ust-Kan der Kan (113 m) in den Jenissei. Einiges weiter nördlich fließt bei Strelka die von Osten kommende 1779 km lange Angara (76 m) ein, die ihm nach dem Durchfließen des Mittelteils der Jenisseiberge (max. 1104 m) zufließt. Etwas unterhalb davon passiert der nun nordwestwärts fließende Jenissei Lessosibirsk (72 m) und Jenisseisk (69 m), wonach erst der Kem (68 m), bei Ust-Pit der Große Pit (61 m), bei Nischneschadrino der Kas (48 m) und unterhalb Jartschewo der Sym (43 m) einmünden.
Dann mündet bei Bor die aus dem Mittelsibirischen Bergland kommende, das Nordende der Jenisseiberge passierende und 1865 km lange Steinige Tunguska (27 m) ein; dort bildet der Jenissei eine sehr ausgedehnte Flussschleife. Weiter nordwestlich fließt dem Jenissei unterhalb von Werchneimbatsk der Jelogui (16,5 m) zu, wonach er ab Kangotowo in Richtung Nordnordosten schwenkt. Einiges weiter flussabwärts fließt in den Jenissei, der nun die ausgedehnte nordsibirische Tundra durchfließt, bei Suchaja Tunguska die Trockene Tunguska (7,5 m) ein.

#### Unterlauf
Am Beginn seines Unterlaufs, in dem der nach wie vor im Osten des Westsibirischen Tieflands fließende Jenissei überwiegend nordnordwestwärts verläuft und sich etwas vom Mittelsibirischen Bergland entfernt, mündet direkt oberhalb von Turuchansk die aus dem Mittelsibirischen Bergland kommende und 2989 km lange Untere Tunguska (5,5 m) in den Jenissei und kurz darauf fließt der Turuchan (5 m) ein.
Etwas nach Einmündung der von Nordosten aus dem Putoranagebirge kommenden Kureika (3 m) bei der Siedlung Kureika überquert der Jenissei den nördlichen Polarkreis. Kurz darauf bildet er bei Jermakowo (2 m) eine ausgedehnte Flussschleife. Dort führt die im Bereich dieses ehemaligen Bahndepots fertiggestellte, aber aufgegebene Trasse der niemals durchgängig vollendeten Polarkreiseisenbahn, die in Teilabschnitten von 1947 bis 1953 errichtet wurde, von Südwesten kommend an den Fluss heran. Die Bahnstrecke hätte dort den Fluss auf einer nach Jenisseiskaja führenden Brücke kreuzen sollen, um dann östlich davon in Richtung Norden zum auch am Jenissei gelegenen Igarka (1 m) zu verlaufen, doch das Bauprojekt wurde in dieser Region aufgegeben. Etwas nördlich von Igarka mündet von Osten die aus dem nahe dem Putoranagebirge gelegenen Chantaikastausee kommende Chantaika ein.
Viel weiter nördlich erreicht der nun etwas westlich des Lontokoiski-Kamen-Gebirges verlaufende Jenissei Dudinka, dessen Hafen zur Verschiffung von Bodenschätzen aus Norilsk von Bedeutung ist. Kurz darauf schwenkt der Fluss für einige Kilometer nach Westen, um oberhalb von Ust-Port die Große Cheta (0 m) aufzunehmen. In dieser Region trennt der Fluss das Westsibirische Tiefland vom östlich befindlichen Nordsibirischen Tiefland.
Etwas weiter nordwestlich, ungefähr ab Karaul, bildet der Jenissei viele nordwärts strebende und teils mehrere Kilometer breite Flussarme, die sich teils wieder vereinen und die Brechowski-Inseln bilden. Nach endgültigem Zusammenfluss aller Arme weitet sich der Fluss im Rahmen der westlich befindlichen Brechowski-Untiefe seeartig auf; im Süden dieser Aufweitung sind die westlichen Ufer maximal etwa 40 km von den östlichen Ufern entfernt.

#### Mündung
Nochmals weiter nördlich mündet der zuletzt westwärts fließende Jenissei in den 225 km langen und bis 150 km breiten Jenisseigolf (Jenisseiski Zaliw), der zur Karasee gehört, die wiederum Teil des Nordpolarmeers ist. Der Meeresgolf weist – hervorgerufen durch den einströmenden Jenissei – eine starke nördliche Strömung auf.

### Flusslänge
Die Länge des Jenisseis kann zum Beispiel auf diese Weisen gemessen werden:
- 3487 km = Jenissei ohne den 605 km langen Großen Jenissei (längster Quellfluss)
- 4092 km = Jenissei mit Großem Jenissei
- ca. 5497 km = Ider–Selenga–Angara–Jenissei (unterhalb der Angara-Mündung) = Gesamtlänge der drei zuerst genannten Flüsse (ca. 452 + 1024 + 1779 km), Länge des Jenissei flussabwärts ab der Einmündung der Angara (ca. 2137 km) und die im Baikalsee befindliche Fließstrecke zwischen dem Selenga-Einfluss in den See und Angara-Ausfluss aus dem See – direkter Weg (etwa Luftlinie) ist rund 105 km; somit ist dieser Flusslauf das längste Fließgewässer Russlands.

### Einzugsgebiet, Jahresabfluss und Eisgang
Das Einzugsgebiet des Jenissei ist rund 2.580.000 km² (mehr als das 7,2fache der Fläche Deutschlands); oberhalb von Igarka sind es noch 2.440.000 km². Der mittlere Jahresabfluss beträgt etwa 19.600 m³/s, bei Igarka im Januar 1995 lag er bei 7960 m³/s und im Juni 1995 waren es 62.613 m³/s. Der Jenissei gilt als der wasserreichste Fluss Sibiriens. Ab November bildet sich Eis auf dem Jenissei, das nach und nach zu Eisschollen verhärtet, die den Fluss schließlich ganz zufrieren lassen. Dies dauert in der Regel bis Mai, wenn es zu tauen beginnt. Das daraus resultierende Hochwasser, das dem Jenissei auch von seinen Nebenflüssen zufließt, lässt ihn im Ober- und Mittellauf um bis zu zehn Meter, im Unterlauf bis zu 20 m ansteigen.

### Quell- und Nebenflüsse
Fließgewässer mit Nennung von orographischer Zuordnung (l = linksseitig; r = rechtsseitig), Länge in Kilometern (km), ungefährer Einflussrichtung, Mündungslage und Jenisseiflusskilometer oberhalb der Mündung in die Karasee:
Der Jenissei hat zwei Quellflüsse:
- r: Großer Jenissei (Bolschoi Jenissei; 605 km), von Norden, in Kysyl; km 3487
- l: Kleiner Jenissei (Maly Jenissei; 563 km), von Osten, in Kysyl; km 3487

In den Jenissei münden unter anderem diese Nebenflüsse (solche mit mehr als 1000 km Länge sind fettgedruckt; flussabwärts betrachtet):
- l: Elegest (177 km), von Süden, bei Ust-Elegest; km 3454
- l: Chemtschik (320 km), von Westen, im Sajano-Schuschensker Stausee; km 3299
- r: Us (236 km), von Osten, im Sajano-Schuschensker Stausee; km 3232
- l: Kantegir (209 km), von Südwesten, im Sajano-Schuschensker Stausee; km 3061
- r: Oja (254 km), von Südosten, unterhalb Kasanzewo; km 2948
- l: Abakan (514 km), von Südwesten, im Krasnojarsker Stausee, bei Abakan; km 2887
- r: Tuba (119 km), von Osten, im Krasnojarsker Stausee, bei Nikolo-Petrowka; km 2854
- r: Syda (207 km), von Osten, im Krasnojarsker Stausee, oberhalb Krasnoturansk; km 2795
- r: Ubei (104 km), von Süden, im Krasnojarsker Stausee, unterhalb Nowoselowo; km 2644
- r: Sissim (270 km), von Süden, im Krasnojarsker Stausee, unterhalb Nowoselowo; km 2632
- r: Derbina (146 km), von Süden, im Krasnojarsker Stausee, unterhalb Tscherjomuschki; km 2558
- r: Mana (475 km), von Südosten, unterhalb Diwnogorsk, bei Ust-Mana; km 2488
- r: Basaicha (128 km), von Südosten, in Krasnojarsk; km 2468
- l: Katscha (102 km), von Nordwesten, in Krasnojarsk; km 2460
- r: Esaulowka (137 km), von Süden, direkt unterhalb Esaulowo; km 2418
- r: Kan (629 km), von Südosten, bei Ust-Kan; km 2356
- l: Busim (124 km), von Südwesten, direkt oberhalb Pawlowschtschina; km 2333
- l: Obere Podjomnaja (88 km), von Südwesten, unterhalb Juksejewo; km 2298
- l: Untere Podjomnaja (98 km), von Westen, unterhalb Juksejewo; km 2288
- r: Schilka (105 km), von Ostsüdosten, oberhalb Piskunowka; km 2230
- r: Jagodkina (112 km), von Ostsüdosten, direkt unterhalb Kasatschinskoje; km 2201
- r: Angara (1.779 km), von Osten, bei Strelka; km 2137
- l: Kem (356 km), von Südsüdwesten, zwischen Jenisseisk und Ust-Kem; km 2045
- r: Großer Pit (415 km), von Osten, direkt unterhalb Ust-Pit; km 1955
- r: Kija (134 km), von Nordosten, einiges unterhalb Ust-Pit; km 1934
- l: Putscheglasicha (104 km), von Süden, unterhalb Ponomarjobo; km 1900
- l: Tschistoklet (110 km), von Westen, zwischen Ponomarjobo und Nasimowo; km 1894
- r: Tis (137 km), von Osten, zwischen Nasimowo und Nowonasimowo; km 1873
- r: Garewka (99 km), von Nordosten, zwischen Tamarowo und Nischneschadrino; km 1833
- l: Kas (464 km), von Südwesten, unterhalb Nischneschadrino; km 1817
- l: Galaktionicha (123 km), von Südsüdwesten, direkt oberhalb Jartschewo; km 1775
- l: Sym (694 km), von Südwesten, zwischen Jartschewo und Kriwljak; km 1765
- r: Kutukas (97 km), von Nordosten, oberhalb Tankowo; km 1708
- r: Worogowka (202 km), von Nordnordosten, zwischen Tankowo und Sotino; km 1689
- l: Dubtsches (433 km), von Westen, unterhalb Sotino; km 1670
- r: Poroschnaja (103 km), von Osten, unterhalb Worogowo; km 1655
- r: Steinige Tunguska (1.865 km), von Osten, bei Podkamennaja Tunguska; km 1571
- r: Warlamowka (196 km), von Osten, zwischen Mirnoje und Bachta; km 1436
- r: Bachta (498 km), von Nordnordosten, direkt unterhalb Bachta; km 1425
- l: Sartschicha (214 km), von Südwesten, etwas unterhalb Bachta; km 1422
- r: Obere Imbak (157 km), von Südosten, direkt unterhalb Werchneimbatsk; km 1325
- l: Jelogui (464 km), von Südwesten, zwischen Werchneimbatsk und Kangotowo; km 1311
- r: Komsa (121 km), von Nordosten, zwischen Werchneimbatsk und Kangotowo; km 1306
- l: Artjugina (158 km), von Südwesten, zwischen Werchneimbatsk und Kangotowo; km 1279
- l: Surguticha (122 km), von Südsüdwesten, bei Surguticha; km 1215
- r: Nischni Imbak (232 km), von Südosten, gegenüber Surguticha; km 1214
- r: Fatjanicha (211 km), von Osten, zwischen Surguticha und Wereschtschagino; km 1184
- l: Pakulicha (208 km), von Westen, zwischen Wereschtschagino und Baklanicha; km 1154
- r: Trockene Tunguska (212 km), von Osten, bei Suchaja Tunguska; km 1058
- r: Untere Tunguska (2.989 km), von Osten, direkt oberhalb Turuchansk; km 990
- l: Turuchan (639 km), von Südwesten, unterhalb Seliwanicha und Jakuty; km 971
- r: Kureika (888 km), von Osten, bei Kureika; km 863
- r: Sucharicha (131 km), von 131, einiges oberhalb Igarka; km 735
- l: Große Igarka (156 km), von Süden, unterhalb Igarka; km 696
- r: Chantaika (174 km), von Osten, zwischen Plachino und Ust-Chantaika; km 606
- l: Grjasnucha (125 km), von Südsüdwesten, zwischen Ust-Chantaika und Potapowo; km 558
- r: Fokina (115 km), von Nordosten, etwas oberhalb Potapowo; km 541
- r: Dudinka (200 km), von Südosten, in Dudinka; km 433
- r: Trockene Dudinka (150 km), von Nordosten, zwischen Nowoananinsk und Ust-Port; km 371
- l: Kleine Cheta (298 km), von Süden, oberhalb Ust-Port; km 333
- l: Große Cheta (646 km), von Süden, oberhalb Ust-Port; km 325
- r: Jakowlewa (187 km), von Nordosten, unterhalb Ladygin-Jar bei Jakowlewka; km 114
- r: Goltschicha (115 km), von Nordosten, unterhalb Woronzowo; km 31
- r: Sopotschnaja (37 km), von Norden, oberhalb Sopkarga am Kap Sopotschnaja Karga; km 3

### Ortschaften
Zu den Ortschaften am Jenissei gehören unter anderem (in Reihenfolge vom Ursprung zur Mündung):
- Kysyl – Hauptstadt von Tuwa an Vereinigung von Großem und Kleinem Jenissei zum Jenissei
- Schagonar – am Einfluss des Jenissei in Sajano-Schuschensker Stausee
- Sajanogorsk – am Nordrand des Westsajan
- Schuschenskoje – Verbannungsort von Lenin
- Minussinsk – namensgebender Ort des Minussinsker Beckens
- Abakan – an Mündung des Abakan
- Tschernogorsk – etwas abseits des Jenissei
- Diwnogorsk – an der Staumauer des Krasnojarsker Stausees
- Krasnojarsk – größte Stadt am Jenissei – etwas unterhalb des Krasnojarsker Stausees
- Sosnowoborsk – etwas unterhalb von Krasnojarsk
- Schelesnogorsk – geschlossene Stadt mit Kernanlage Schelesnogorsk – abseits des Jenissei
- Strelka – an Mündung der Angara
- Lessosibirsk – russische „Hauptstadt“ der Holzwirtschaft
- Jenisseisk – „Vater der Sibirischen Städte“
- Podkamennaja Tunguska – an Mündung der Steinigen Tunguska
- Turuchansk – an Mündung der Unteren Tunguska; Verbannungsort von Josef Stalin
- Kureika – nahe dem nördlichen Polarkreis
- Igarka – bis zu diesem Seehafen kann der Jenissei mit Seeschiffen befahren werden
- Dudinka – Stadt mit Seehafen, in dem die um Norilsk geförderten Bodenschätze verschifft werden
- Ust-Port – mit „natürlichem Kühlraum“ im Permafrostboden und ehemaliger Pelztierzucht
- Karaul – am Unterlauf des Jenissei – südlich des Jenisseigolfs
- Dikson – am Nordende des Jenisseigolfs an der Karasee

## Geschichte

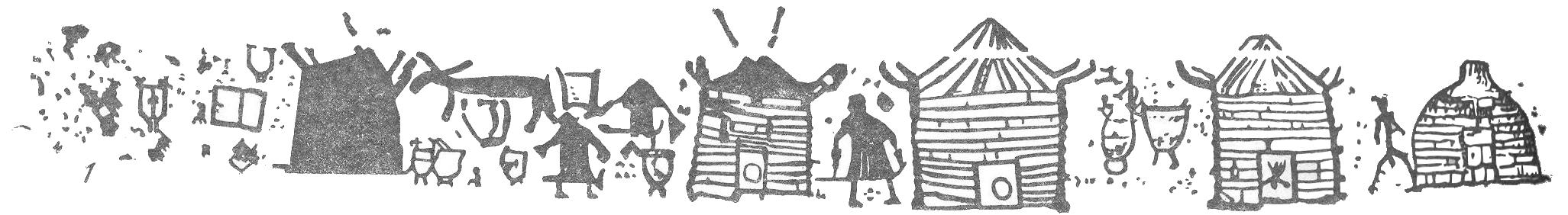
Felsbilder der eisenzeitlichen Tagar-Kultur (Mittlerer Jenissei; ca. 900 bis 300 v. Chr.) mit Darstellung einer Siedlung

Am Oberlauf des Jenissei sind wenigstens zwei Fundstellen aus dem Mittelpaläolithikum (vor 300.000 bis 40.000 Jahren) bekannt, an denen Knochen des Wollhaarmammuts mit menschlichen Hinterlassenschaften assoziiert sind.
Während der Weichsel-Kaltzeit, vor etwa 90.000 Jahren, versperrte der Barents-Kara-Eisschild unter anderem den Einfluss von Jenissei und Ob in die Karasee. Im Westsibirischen Tiefland entstand dabei vermutlich ein riesiger See, der in den Aralsee oder in das Kaspische Meer entwässerte.
In der Steinzeit reichte der Siedlungsraum der Glaskowo-Kultur (ca. 3200–2400 v. Chr.) vom Südostteil Russlands und aus der nördlichen Mongolei bis an den Oberlauf des Jenisseis. In der Bronzezeit reichte jener der Andronowo-Kultur (ca. 2300 bis 1000 v. Chr.) aus Richtung des Kaspischen Meeres bis zum Minussinsker Becken am Jenissei. In dieses Zeitalter fällt auch die Okunew-Kultur (um 2000 v. Chr.), die am mittleren und oberen Jenissei verbreitet war. Unter anderem in diesem Becken und in Chakassien siedelte auch die Karassuk-Kultur (um 1200 v. Chr.). Während der Eisenzeit lebten die Menschen der nach einer Insel im Jenissei benannte Tagar-Kultur (ca. 900–300 v. Chr.) am Mittellauf des Flusses, insbesondere im Minussinsker Becken.
Während Nomadenvölker seit langer Zeit die Landschaften am Jenissei durchzogen hatten und um etwa 49 v. Chr. erstmals Kirgisen an seinen Oberlauf gelangt waren und dort im 9. und 10. Jahrhundert ein Großreich formiert hatten, erreichten die von Westen kommenden Russen den Fluss erst im Jahr 1607, um 1632 weiter in Richtung Osten zur Lena und 1636 bis zur Küste des Pazifiks vorzudringen. Vor der Ankunft der Russen Anfang des 17. Jahrhunderts hatte ganz Sibirien nur etwa 217.000 Ureinwohner, davon 36.000 Tungusen (Ewenken), 28.500 Jakuten, 16.000 Ugrier, 15.000 Samojeden und 26.000 Nordostpaläoasiaten. Ende des 17. Jahrhunderts gab es bereits mehr Russen als alle Ureinwohner zusammengenommen. Mitte des 19. Jahrhunderts lebten dann schon 4,5 Mio. Russen in Sibirien.
Das Deutsche Reich unter Hitler und das Kaiserreich Japan vereinbarten 1940 für die beabsichtigte Aufteilung der Welt den Verlauf der Grenzen ihrer Einflusssphären in Sibirien entlang des Jenissej nach Norden bis in die Arktische See. Im Zweiten Weltkrieg fand das am weitesten im Osten geführte Gefecht der Wehrmacht am 27. August 1942 bei Dikson statt, als die dortige zentrale sowjetische Funk- und Wetterstation während des Unternehmens Wunderland vom Schweren Kreuzer Admiral Scheer unter Beschuss genommen wurde, um alliierte Geleitzüge auf der Nordostpassage zu stören.
Am Jenissei forschten unter anderem Nansen, Nordenskiöld, Messerschmidt, Pjanda, Potanin, Schischkow, Seebohm, Strahlenberg, Waldburg-Zeil und Wilkizki.
Im Rahmen des 1950 vom Ministerrat der UdSSR verkündeten Dawydow-Plans sollten die Flüsse Jenissei und Ob umgelenkt werden, um die weit entfernten Trockengebiete um den Aralsee und das Kaspische Meer durch Bewässerung landwirtschaftlich nutzbar zu machen. Mitte der 1970er Jahre gab der Ministerrat konkrete Planungen in Auftrag. Nach Protesten vieler Intellektueller, darunter die Schriftsteller der umweltbewegten „Dorfliteratur“, an der Spitze Walentin Rasputin, wurde das Projekt 1986 während der Perestroika unter Michail Gorbatschow fallengelassen.
Der 1994 entdeckte Asteroid Yenisei wurde nach dem Jenissei benannt.

## Wirtschaft und Verkehr

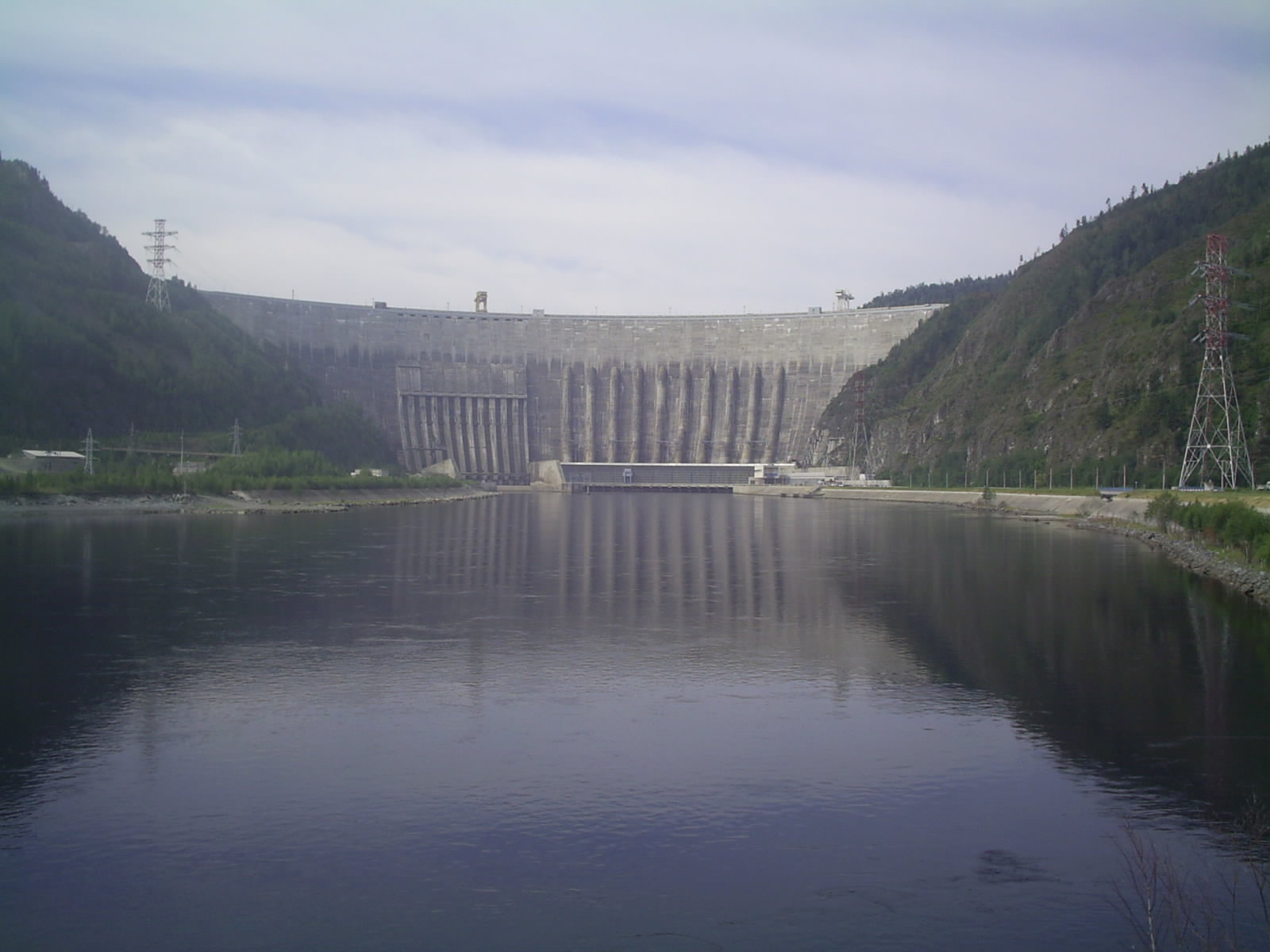
Jenissei mit Staumauer des Sajano-Schuschensker Stausees bei Tscherjomuschki

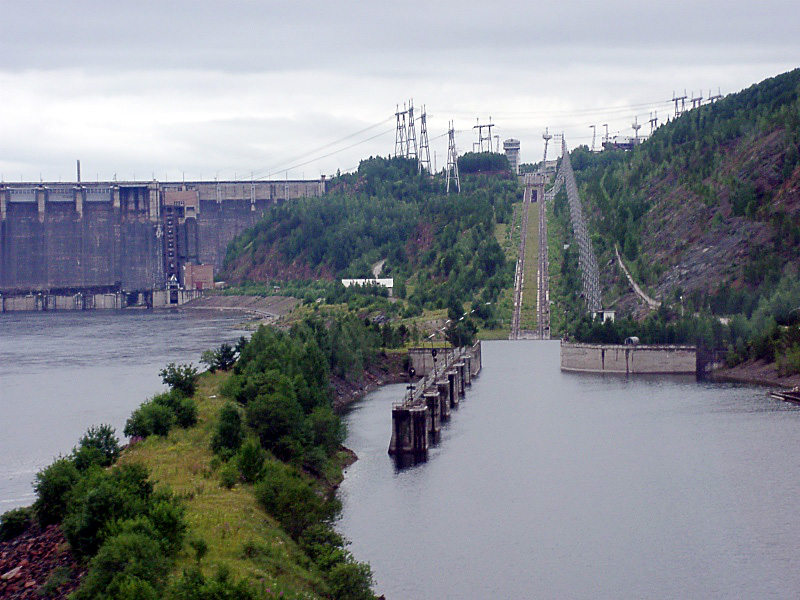
Schiffshebewerk an der Staumauer des Krasnojarsker Stausees bei Diwnogorsk

### Wirtschaftliche Bedeutung
Der Jenissei und auch die sibirischen Ströme Ob und Lena, die ebenfalls in das Nordpolarmeer entwässern, sind mehrere Monate im Jahr von Eis bedeckt; ihre Bedeutung für die wirtschaftliche Erschließung Sibiriens ist daher beschränkt. Erst durch den Bau der Transsibirischen Eisenbahn konnten Güter in größerem Umfang transportiert werden.

### Stauseen und Kraftwerke
Die Energiegewinnung durch Wasserkraftwerke am Jenissei ist vor allem wichtig für die (Aluminium-)Industrie um Krasnojarsk.
Die Stauseen am Jenissei sind:
- Sajano-Schuschensker Stausee (621 km²; 31.300 Mio. m³; 6400 MW-Kraftwerk)
- Maina-Stausee (11,5 km²; 116 Mio. m³; 320 MW-Kraftwerk)
- Krasnojarsker Stausee (2130 km²; 73.300 Mio. m³; 6000 MW-Kraftwerk)

Die Stauseen am Jenissei-Nebenfluss Angara sind:
- Irkutsker Stausee (60 km lang; 45.800 Mio. m³; 660 MW-Kraftwerk)
- Bratsker Stausee (5426 km²; 169.270 Mio. m³; 4500 MW-Kraftwerk)
- Ust-Ilimsker Stausee (1873 km²; 59.300 Mio. m³; 4320 MW-Kraftwerk)

### Schifffahrt
Der Jenissei hat eine große Bedeutung für die Versorgung der Gebiete nördlich der Transsibirischen Eisenbahn, obwohl der Fluss von etwa November bis Mai zugefroren ist. Die Hochseeschifffahrt ist bis Igarka möglich und die Flussschifffahrt dank des großen Schiffshebewerks an der Staumauer des Krasnojarsker Stausees bei Diwnogorsk flussaufwärts über den Stausee bis Abakan in Chakassien. Die Kasatschinskistromschnellen bzw. Kosaken-Stromschnellen oberhalb des Dorfes Kasatschinskoje wurden stromaufwärts bis etwa 1955 vollständig und werden ab etwa 2006 nur noch vereinzelt per Seilschiff, das große Schiffe an einem Drahtseil flussaufwärts zieht, bewältigt. Zudem werden auf dem Jenissei fahrplanmäßige Passagierfahrten von Krasnojarsk über 2000 km nördlich bis nach Dudinka und auf diesen Passagierschiffen Kreuzfahrten unternommen. Der Fluss war auch bis etwa 2009 zum Flößen von Holz aus der Taiga in das Holzverarbeitungskombinat Lesosibirsk von Bedeutung, während der Holztransport zum Holzkombinat Lesosibirsk heute ausschließlich per Frachtschiff erfolgt.

### Eisenbahnstrecken
Zu den entlang des Jenissei führenden bzw. diesen teils kreuzenden Eisenbahnstrecken gehören:
- Krasnojarsker Eisenbahn mit diesen Strecken:
  - Atschinsk nach Lessosibirsk im Abschnitt Abalakowo nach Lessosibirsk (mit Anschluss nach Nowojenisseisk)
  - Meschduretschensk über Abakan nach Jurty
  - Mariinsk über Krasnojarsk nach Jurty auf Gleisen der Transsibirischen Eisenbahn
- Polarkreiseisenbahn (baulich begonnen, aber nicht fertiggestellt, daher nicht in Betrieb); südlich von Igarka
- Transsibirische Eisenbahn (fertiggestellt und in Betrieb); in Krasnojarsk kreuzend

### Straßen
Zu den entlang des Jenissei führenden bzw. diesen teils kreuzenden Straßen gehören:
- A162; zwischen Kysyl und Sajano-Schuschensker Stausee
- M53; nordöstlich von Krasnojarsk kreuzend
- M54; von Kysyl über Abakan und Tschernogorsk nach Krasnojarsk
- P409; von Krasnojarsk nach Jenisseisk

### Fischerei
Jenissei-Fische (Sibirische Störe, Muksun, Tschir usw.) werden unter anderem bei Igarka gefangen, und in Ust-Port wurde dazu ein großer natürlicher Kühlraum in den Permafrostboden gebaut.

## Jenissei auf der Flagge der Republik Tuwa
Auf der Flagge der russischen Republik Tuwa stellen die blauen Streifen den bei Kysyl befindlichen Zusammenfluss der Flüsse Großer (tuwinisch Bii-Chem) und Kleiner Jenissei (tuw. Kaa-Chem) zum Oberen Jenissei (tuw. Ulug-Chem) dar, der später, nur noch Jenissei genannt, zum Nordpolarmeer fließt.

## Filme
- Der Jenissej. Vater aller Flüsse. Dokumentarfilm, Deutschland, 2004, 43:15 Min., Buch und Regie: Gordan Godec, Produktion: Transdokumentar, WDR, Film-Informationen von ARD.
- Sibiriens Schicksalsstrom: Der Jenissei. Dokumentarfilm-Reihe in drei Teilen à 43 Min., 1. Vom Paradies in die Hölle, 2. Die Nachfahren der Verbannten, 3. Bis ans Ende der Welt, Deutschland, 2005, Buch und Regie: Dirk Sager, Produktion: ZDF, Erstausstrahlung: 15. Februar 2005, Inhaltsangabe von 3sat und Besprechung (PDF; 401 kB) in der FAZ.